# Clasville
 Clasville  es una población y comuna francesa, en la región de Alta Normandía, departamento de Sena Marítimo, en el distrito de Dieppe y cantón de Cany-Barville.
La familia del papa León XIV, procede de Clasville. Pierre François Prévost, tatarabuelo del papa, nació en esta localidad en 1754 al igual que varias generaciones de la familia, hasta que Jean Prévost se trasladó a los Estados Unidos en 1870.  

## Demografía
| 215 | 223 | 181 | 236 | 215 | 222 |
| Para los censos de 1962 a 1999 la población legal corresponde a la población sin duplicidades (Fuente: INSEE [Consultar]) |     |     |     |     |     |